# Guillermo Pérez Roldán
Guillermo Perez-Roldan (Tandil, 20 ottobre 1969) è un ex tennista argentino, vincitore di nove tornei in singolare del circuito maggiore e capace di raggiungere la 13ª posizione del ranking nel settembre 1988.

## Statistiche

### Singolare

#### Vittorie (9)
| Legenda                                                |
| Grande Slam (0)                                        |
| Masters Grand Prix / ATP World Tour Finals (0)         |
| ATP Championship Series, Single-Week / ATP Super 9 (0) |
| ATP Championship Series (0)                            |
| ATP World Series (9)                                   |

| Numero | Data             | Torneo                                                 | Superficie  | Avversario in finale | Punteggio    |
| 1.     | 11 maggio 1987   | BMW Open, Monaco di BavieraGermania (1)                | Terra rossa | Márian Vajda         | 6-3, 7-6     |
| 2.     | 22 giugno 1987   | Athens Open, Atene                                     | Terra rossa | Tore Meinecke        | 6-2, 6-3     |
| 3.     | 22 novembre 1987 | ATP Buenos Aires, Buenos Aires                         | Terra rossa | Jay Berger           | 3-2, rit.    |
| 4.     | 9 maggio 1988    | BMW Open, Monaco di Baviera (2)                        | Terra rossa | Jonas Svensson       | 7-5, 6-3     |
| 5.     | 2 novembre 1989  | Campionati Internazionali di Sicilia, Palermo          | Terra rossa | Paolo Canè           | 6-1, 6-4     |
| 6.     | 27 agosto 1990   | Internazionali di Tennis di San Marino, San Marino (1) | Terra rossa | Omar Camporese       | 6-3, 6-3     |
| 7.     | 4 agosto 1991    | Internazionali di Tennis di San Marino, San Marino (2) | Terra rossa | Frédéric Fontang     | 6-3, 6-1     |
| 8.     | 23 marzo 1992    | Grand Prix Hassan II, Casablanca (1)                   | Terra rossa | German Lopez         | 2-6, 7-5 6-3 |
| 9.     | 22 marzo 1993    | Grand Prix Hassan II, Casablanca (2)                   | Terra rossa | Younes El Aynaoui    | 6-4, 6-3     |

#### Finali perse (11)
| Legenda                                                |
| Grande Slam (0)                                        |
| Masters Grand Prix / ATP World Tour Finals (0)         |
| ATP Championship Series, Single-Week / ATP Super 9 (1) |
| ATP Championship Series (2)                            |
| ATP World Series (8)                                   |

| Numero | Data              | Torneo                                  | Superficie  | Avversario in finale | Punteggio           |
| 1.     | 27 luglio 1987    | Dutch Open, Amersfoort (1)              | Terra rossa | Miloslav Mečíř       | 4-6 6-1 3-6 2-6     |
| 2.     | 9 maggio 1988     | Internazionali d'Italia, Roma           | Terra rossa | Ivan Lendl           | 6-2 4-6 2-6 6-4 4-6 |
| 3.     | 25 luglio 1988    | Dutch Open, Amersfoort (2)              | Terra rossa | Emilio Sánchez       | 3-6 1-6 6-3 3-6     |
| 4.     | 8 agosto 1988     | ATP Praga, Praga                        | Terra rossa | Thomas Muster        | 4-6 7-5 2-6         |
| 5.     | 7 novembre 1988   | ATP Buenos Aires, Buenos Aires          | Terra rossa | Javier Sánchez       | 2-6 6-7             |
| 6.     | 11 settembre 1989 | Geneva Open, Ginevra                    | Terra rossa | Marc Rosset          | 4-6 5-7             |
| 7.     | 5 marzo 1990      | Grand Prix Hassan II, Casablanca        | Terra rossa | Thomas Muster        | 1-6 7-6 2-6         |
| 8.     | 9 aprile 1990     | Torneo Godó, Barcellona                 | Terra rossa | Andrés Gómez         | 0-6 6-7 6-3 6-0 2-6 |
| 9.     | 16 luglio 1990    | Stuttgart Outdoor, Stoccarda            | Terra rossa | Goran Ivanišević     | 7-6 1-6 4-6 6-7     |
| 10.    | 29 aprile 1991    | BMW Open, Monaco di Baviera             | Terra rossa | Magnus Gustafsson    | 6-3 3-6 3-4 rit.    |
| 11.    | 15 giugno 1992    | Hypo Group Tennis International, Genova | Terra rossa | Andrij Medvedjev     | 3-6 4-6             |